# Rogozowa

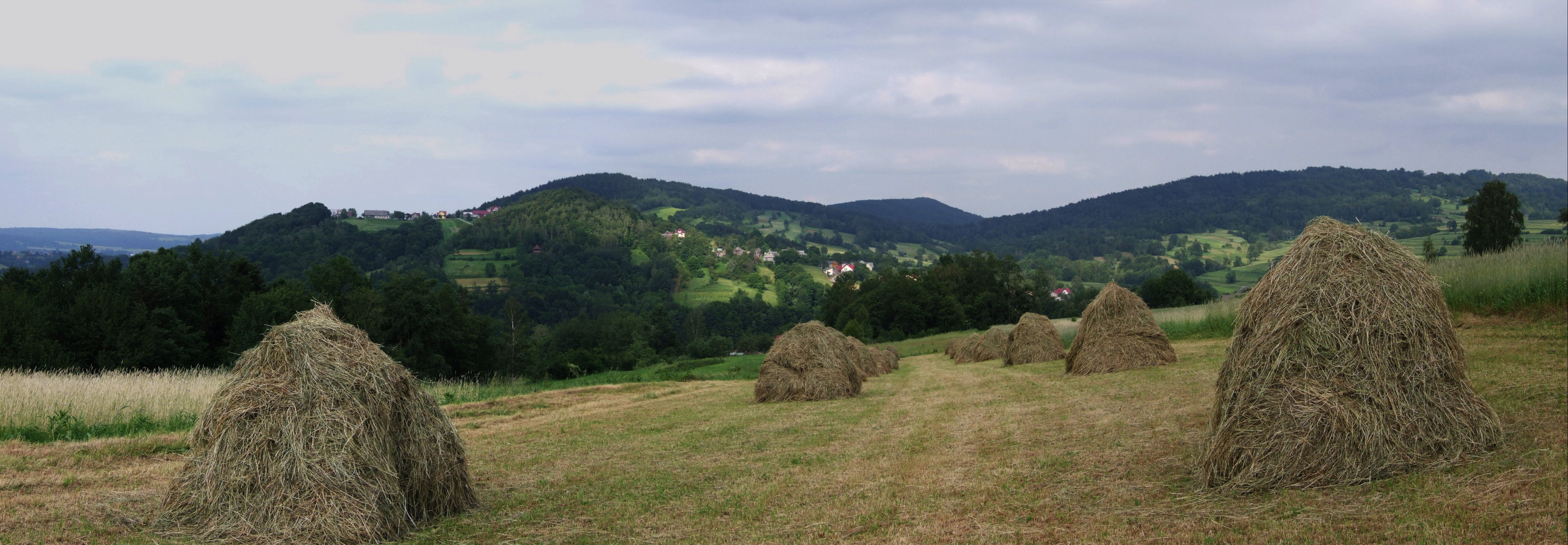
Od lewej strony: Dominiczna Góra, Piekarska Góra i Rogozowa

Rogozowa (531 m) – najwyższe wzniesienie na Pogórzu Wiśnickim. Niektóre mapy podają wysokość 536 m. Według najnowszej fizycznogeograficznej regionalizacji Polski z 2018 roku, Rogozowa włączana jest do Pogórza Rożnowskiego.
Rogozowa wznosi się nad miejscowościami Rajbrot i Iwkowa. Jej zachodnie stoki znajdują się na obszarze Wiśnicko-Lipnickiego Parku Krajobrazowego (jego granica biegnie grzbietem Rogozowej). W większości jest zalesiona, a na stoku północnym nad wsią Iwkowa znajduje się prywatne schronisko (bacówka „Biały jeleń”). Z odkrytej południowej części stoku rozciąga się widok na Beskid Wyspowy, pasmo Szpilówki z Machulcem i Pogórze Rożnowskie. Stokami góry prowadzi czarny szlak z Rajbrotu, jednak omija jej wierzchołek. Od południowego wschodu Rogozowa łączy się z wzniesieniem Sołtysie Góry (492 m)
Adam Kapturkiewicz włącza Rogozową do Beskidu Wyspowego. Uzasadnia, że jest to wyspowo położony fragment płaszczowiny magurskiej (konkretnie piaskowce magurskie facji glaukonitowej). Fragment ten jest oddzielony od reszty płaszczowiny zapewne w wyniku erozyjnej działalności Beli i Uszwicy.

## Szlaki turystyczne
– czarny szlak z Rajbrotu przez Rogozową do Lipnicy Murowanej